# TBSテレビ系列昼ニュース枠
TBSテレビ系列昼ニュース枠（ティービーエステレビけいれつ ひるニュースわく）は、TBSテレビ（JNN）系列で、毎日昼に放送されている報道番組の一覧である。いずれの番組もJNN協定の発動対象となっている。

## 各番組の歴史
1958年8月のJNN発足とともに『JNN NEWS』の名が付き、1968年10月以降しばらく15分編成が続く。
1992年4月改編で放送時間を30分に拡大し『JNNニュース1130』となる。
2000年4月改編より、放送時間の短さなどから不振が続いていた昼の情報番組枠と統合し、大型情報番組『ベストタイム』となる。11:55を境に番組内容が区切られており、11時台をストレートニュース、12時台を特集や企画もので構成していた。
2004年4月改編でいったんはニュースを再分離し『ニュースフロント』となるが、当時のTBSにおける制作体制上“JNN”の冠がない異例の定時ネットニュース番組だった（排他協定はもちろん発動）。
2005年4月のTBS平日ワイド大改編により昼の情報番組と再度統合、『ベストタイム』時代同様11:30 - 11:55をニュースゾーンとする。『きょう発プラス!』では同番組のスタジオでニュースを放送していたが、2006年10月開始の『ピンポン!』より『ニュース1130』時代と同じNスタジオ（報道番組用スタジオ）からの放送となる。
2009年4月改編で番組枠が『ひるおび!』になると、ニュースコーナーは当時JNNの方針で最終版ニュースと土曜夕方を除く全時間帯に『THE NEWS』の名を冠することとなった。このため編成上内包扱いとなり、番組タイトルも『THE NEWS JNN』となる。しかし『THE NEWS』シリーズのフラグシップ番組『総力報道!THE NEWS』が2010年3月で終了することとなったため、同年4月改編より現在の『JNN NEWS』となる。

## 主な番組

### 平日
- JNN NEWS（1959年8月 - 1992年4月3日）
- JNNニュース1130（1992年4月6日 - 2000年4月7日）
- ベストタイム・JNN NEWS（2000年4月10日 - 2004年3月26日）
- ニュースフロント（2004年3月29日 - 2005年3月25日） - TBSテレビ制作のため「JNN」は付かなかった。
- きょう発プラス!・JNN NEWS（2005年3月28日 - 2006年9月29日）
- ピンポン!・JNN NEWS（2006年10月2日 - 2009年3月27日）
- ひるおび!・THE NEWS（2009年3月30日 - 2010年3月26日）
- ひるおび!・JNN NEWS（2010年3月29日 -現在）

### 週末
- JNN NEWS（1959年8月 - 2009年3月29日） - 土曜日は1996年4月6日以降、原則TBSのみ『王様のブランチ』を中断して放送。
- THE NEWS（2009年4月4日 - 2010年3月28日） - 同上。
- JNN NEWS（2010年4月3日 - ） - 同上。

### 番組の移り変わり
| 期間      | 期間      | 平日                      | 週末     |
| --------- | --------- | ------------------------- | -------- |
| 1959.8    | 1992.4.5  | JNN NEWS                  | JNN NEWS |
| 1992.4.6  | 2000.4.9  | JNNニュース1130           | JNN NEWS |
| 2000.4.10 | 2004.3.28 | ベストタイム・JNN NEWS    | JNN NEWS |
| 2004.3.29 | 2005.3.27 | ニュースフロント          | JNN NEWS |
| 2005.3.28 | 2006.10.1 | きょう発プラス!・JNN NEWS | JNN NEWS |
| 2006.10.2 | 2009.3.29 | ピンポン!・JNN NEWS       | JNN NEWS |
| 2009.3.30 | 2010.3.28 | ひるおび!・THE NEWS       | THE NEWS |
| 2010.3.29 | 現在      | ひるおび!・JNN NEWS       | JNN NEWS |